# Katholieke Universiteit Fu Jen
Katholieke Universiteit Fu Jen is een private universiteit van katholieke signatuur in Nieuw Taipei, Republiek China (Taiwan). Deze katholieke universiteit is verbonden met de Heilige Stoel.
Fu Jen is de oudste katholieke en jezuïet-aangesloten universiteit in de Chineessprekende wereld. In 1925 ontstond de universiteit in Beijing. Deze moest in 1952 sluiten en opgaan in andere Beijingse universiteiten. Op het eiland Taiwan werd de universiteit negen jaar later heropgericht. Het is de hoogste vorm van katholiek onderwijs in de Republiek. De universiteit heeft 2010 docenten en 26.436 studenten.
De universiteit is gerangschikt als top 300 door Times Higher Education Impact Ranking, top 100 in theologie en top 500 in geesteswetenschappen en geneeskunde door QS World University Rankings.

## Universiteitsafdelingen

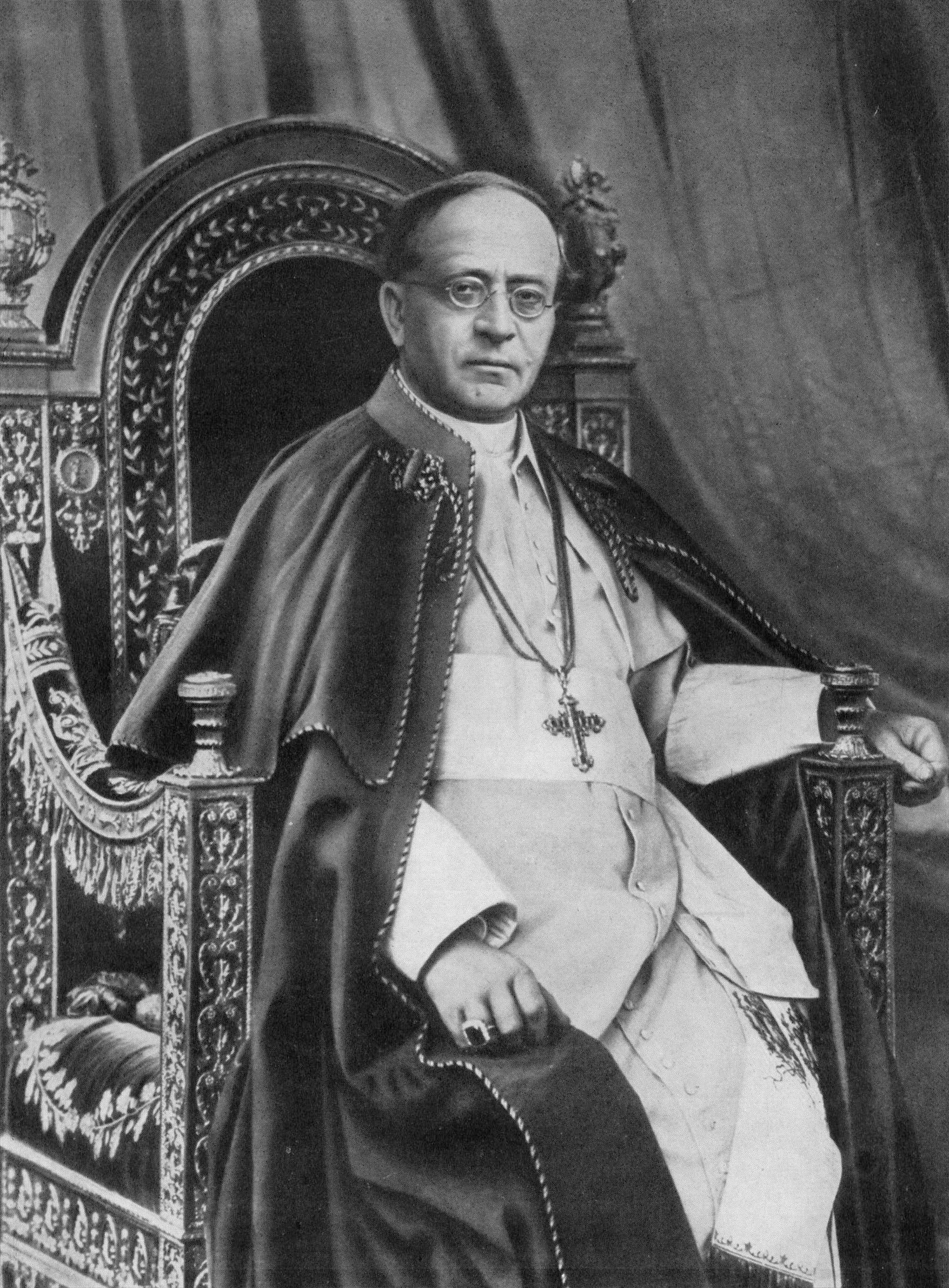
Paus Pius XI financierde ₤ 100.000 om de oprichting van de universiteit te ondersteunen

Toen de universiteit nog in Beijing was, had het de volgende faculteiten: College of Liberal Arts, College of Education, College of Science and Engineering en het College of Human Ecology. Sinds 2010 zijn er elf faculteiten.
De universiteit heeft een eigen Rooms-katholieke kerkgebouw.

## Bibliotheken

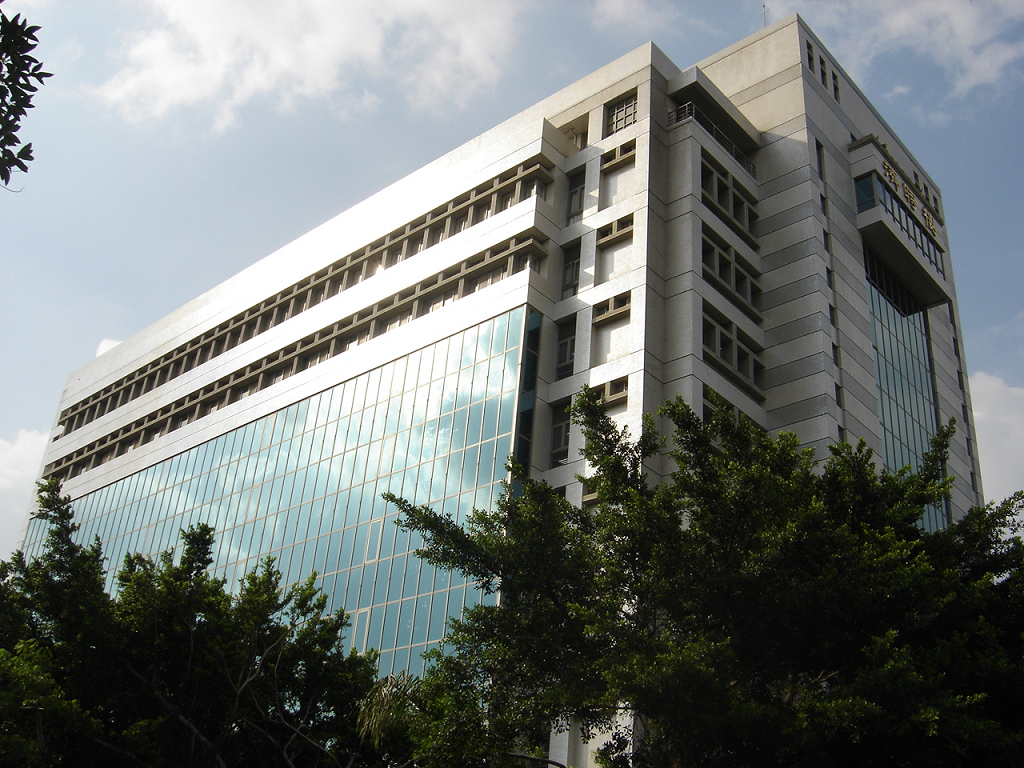
Fahy
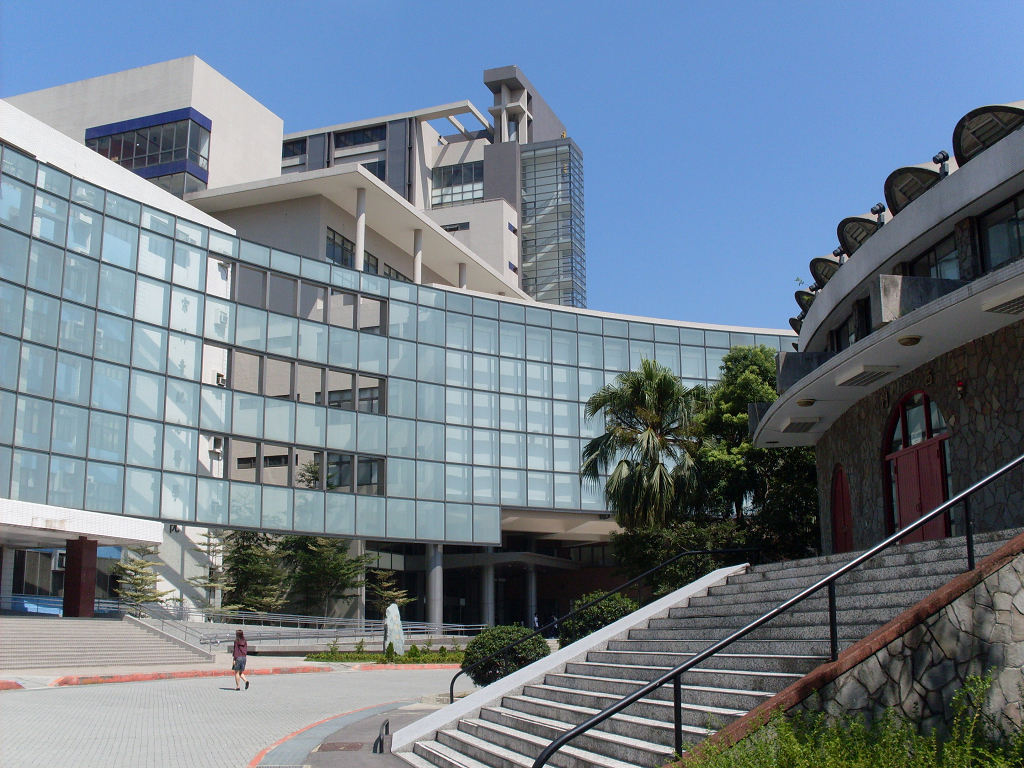
Kardinaal Paul Shan
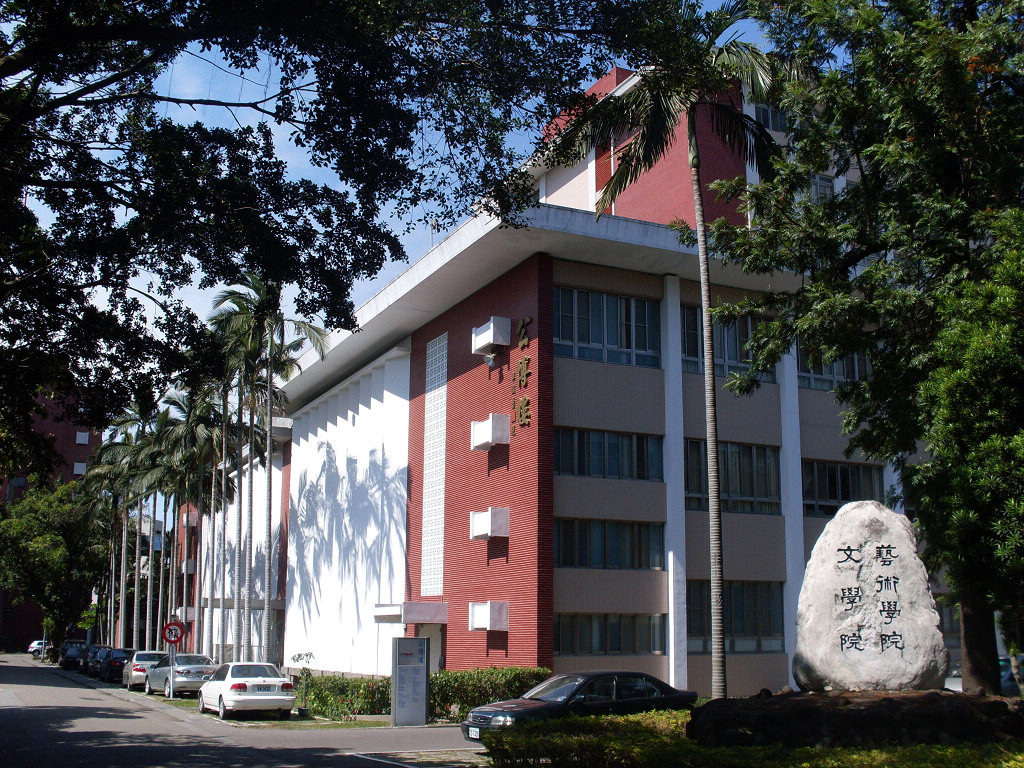
Kungpo
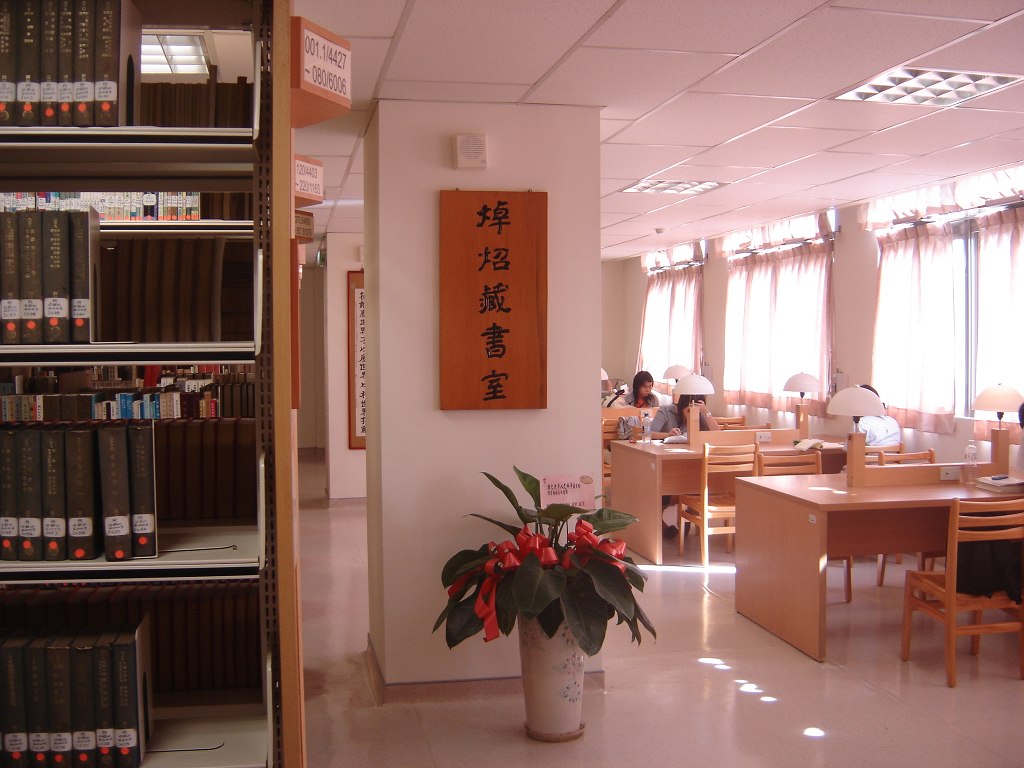
Kungpo
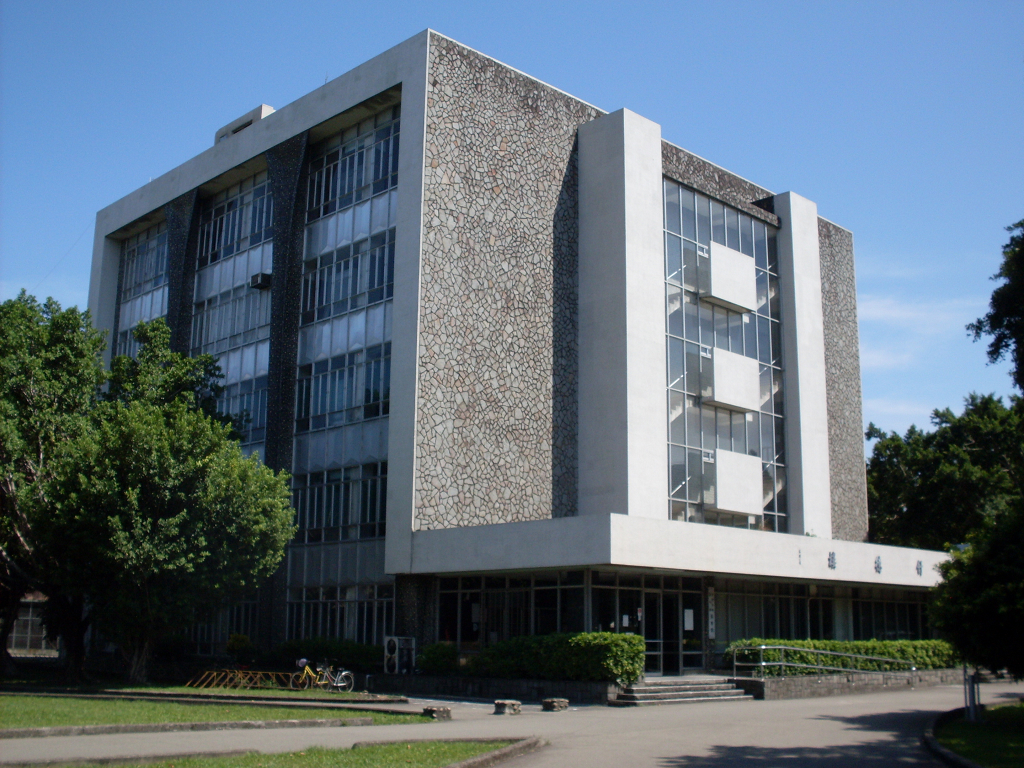
Schutte
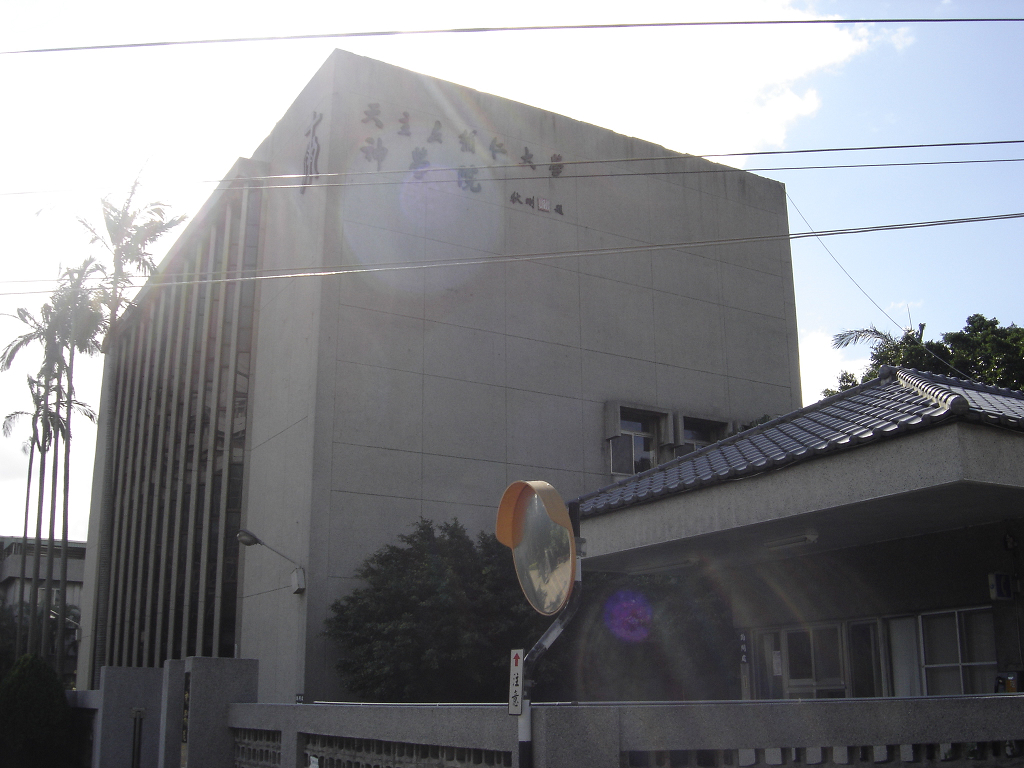
Theologie

## Bekende alumni
- Hao Wei-min
- Jolin Tsai
- Andrew Yang
- Andrew Hsia
- Lee-Jen Wei
- Reen Yu